# Burj al Arab

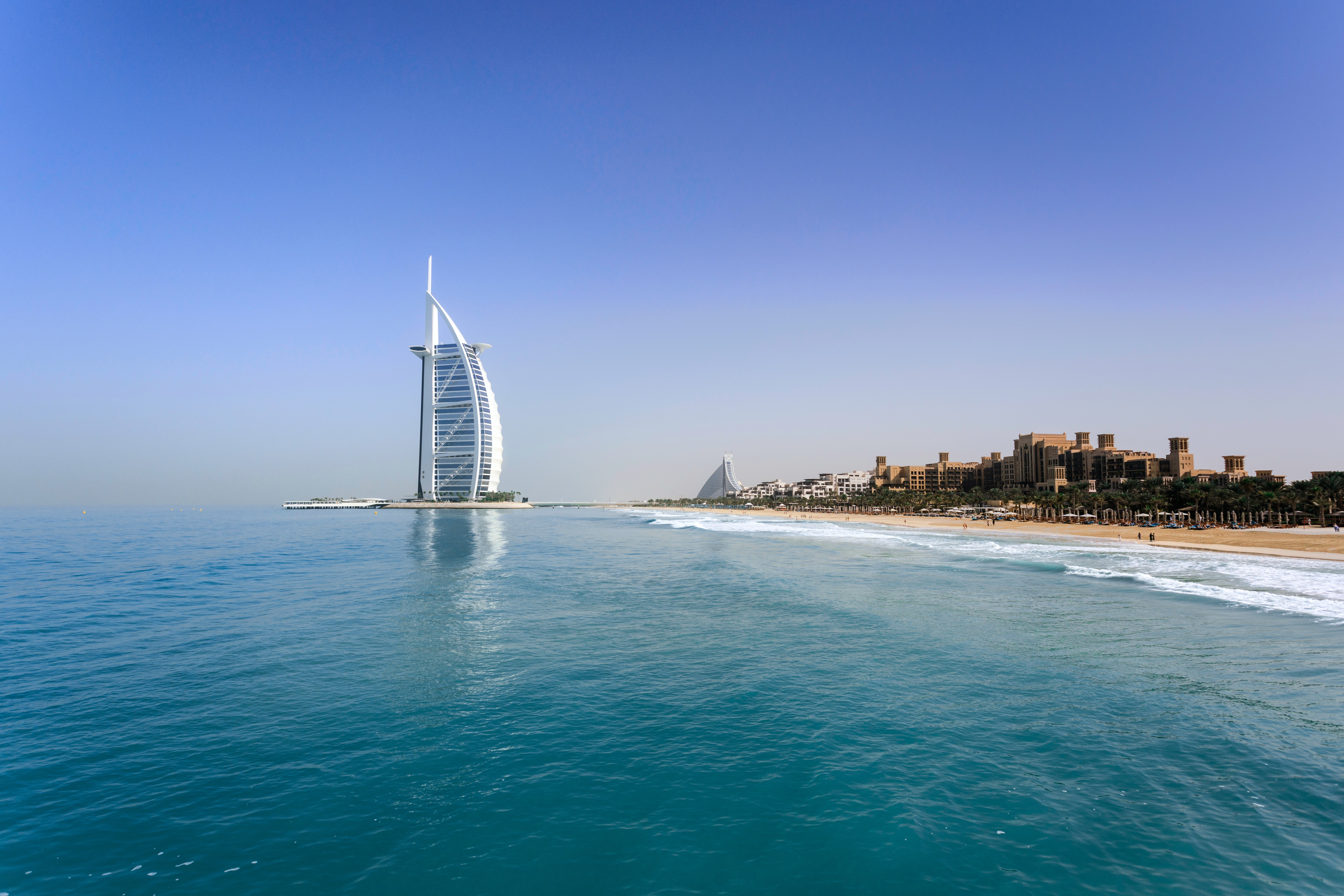
Het Burj al Arab, (links in beeld)

De Burj al Arab (Arabisch: برج العرب, Toren van de Arabieren of Arabische Toren) is een luxueus hotel in Dubai in de Verenigde Arabische Emiraten dat onderdeel uitmaakt van de Jumeirah-hotelgroep. Het opmerkelijke gebouw is ontworpen door Tom Wright. Het bevindt zich in zee op een kunstmatig eiland, 280 meter verwijderd van het strand in de Perzische Golf. Het gebouw is via een brug met het vasteland verbonden. Het gebouw is 321 meter hoog. Het gebouw is gebouwd in de vorm van een zeil van een dhow (een type Arabisch schip), omdat boten een belangrijke rol spelen in Dubai.

## Geschiedenis
De bouw van het hotel begon in november 1994 waarvan twee jaar besteed werd aan het droogleggen van de grond. Daarna duurde het nog bijna drie jaar om het hotel te bouwen in de vorm van een zeil. De deuren werden voor de gasten geopend op 1 december 1999.

## Architectuur

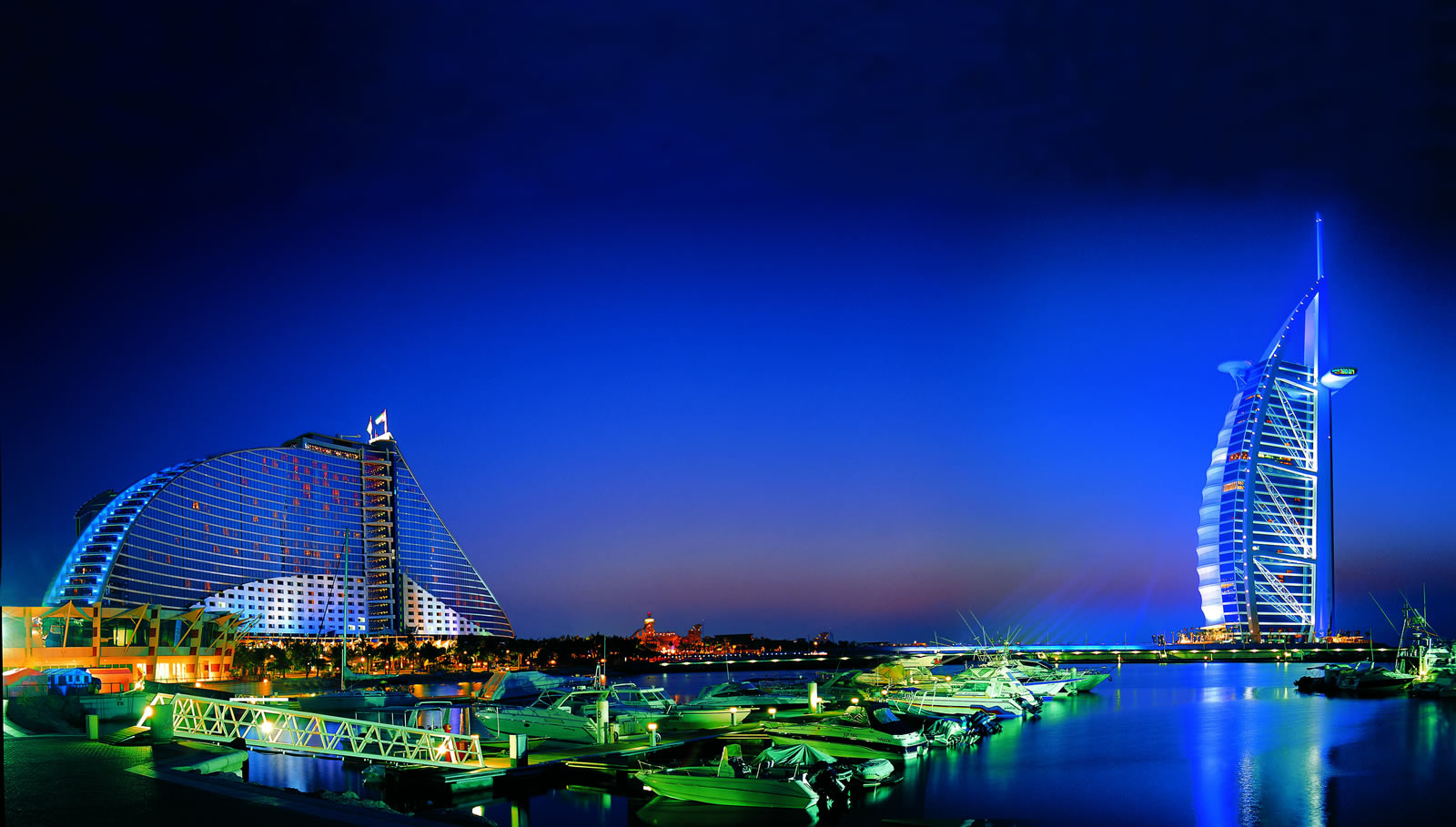
Het Burj al Arab bij nacht (rechts)

Er was veel rekenwerk nodig om te bepalen hoe dit gebouw stabiel kon worden gebouwd. Er zijn 250 ondergrondse palen geheid voor het opvangen van aardbevingen. Deze zijn geplaatst met het principe van frictie (kleef). Dit betekent dat het paalpuntniveau zich niet in een draagkrachtige grondlaag bevindt.
Boven op het hotel bevindt zich een grote cirkelvormige helihaven, die zich uitstrekt van de rand van het hotel tot boven de oceaan en wordt gesteund door een kraagligger. Een ander opmerkelijk element van de architectuur is de buitenfaçade van het atrium, die van een geweven, met teflon beklede vezeldoek is gemaakt.
Burj al Arab heeft de hoogste atriumhal van de wereld (180 meter). Het volume van het atrium is groter dan dat van het Dubai World Trade Center, dat met 38 verdiepingen voorheen het hoogste gebouw in Dubai was. Ook het Vrijheidsbeeld zou samen met zijn voetstuk in het atrium passen.
Het interieur is zwaar versierd, waarbij onder meer 1500 m² 24-karaats bladgoud en 25.000 m² marmer gebruikt werd.
Burj al Arab heeft geen gewone kamers; het hotel is verdeeld in 202 "duplex rooms". De kleinste kamers hebben een oppervlakte van 169 m² en de grootste kamer meet 780 m².
Een van zijn restaurants, Al Muntaha (letterlijk "de hoogste"), bevindt zich op 200 meter boven de Perzische Golf, van waaruit men de stad Dubai kan overzien. Het restaurant kan worden bereikt met een panoramische lift. Een ander restaurant, Al Mahara (dat via een gesimuleerde onderzeese reis wordt bereikt), is voorzien van een groot diepzeeaquarium, dat meer dan één miljoen liter water bevat. De wand van het aquarium, die van plexiglas is gemaakt om het vergrotingseffect te verminderen, is ongeveer 18 cm dik.

## Kosten
De kosten voor de bouw zijn geschat op $ 1 miljard. Het Burj al-Arab staat bekend als een van de duurste hotels van de wereld. De prijzen voor de minst dure kamers liggen tussen de $ 820 en $ 6000 per nacht. De duurste kamers kosten meer dan $ 15.000 per nacht. Naar verluidt kunnen de twee koninklijke penthouses respectievelijk voor $ 30.000 en $ 50.000 per nacht worden geboekt.

## Trivia
- Burj al Arab heeft een dresscode; kledingstukken als T-shirts, spijkerbroeken, korte broeken en sportkleding zijn niet toegestaan.
- De duurste kamers zijn voorzien van een privélift en een privébioscoop.
- Op de 18e verdieping bevindt zich een kuuroord, waar onder meer een kaviaarbehandeling mogelijk is.